# Eric Karros
Eric Peter Karros (Hackensack, Nueva Jersey, 4 de noviembre de 1967), más conocido como Eric Karros, es un exjugador profesional estadounidense de béisbol que se desempeñó en la posición de primera base en las Grandes Ligas de Béisbol (MLB). Logró obtener un Bate de Plata.

## Carrera
Karros jugó como profesional doce temporadas en Los Angeles Dodgers (1991-2002), después pasó a Chicago Cubs (2003), luego a Oakland Athletics, donde jugó una temporada (2004), y fue el equipo en el que se retiró.

## Premios
Fue galardonado con el Bate de Plata en una oportunidad (1995).